# Синт-Генезиус-Роде
Синт-Генезиус-Роде (нидерл. Sint-Genesius-Rode, МФА: [sɪnt xeːˈneːzijʏs ˈroːdə]; фр. Rhode-Saint-Genèse, Род-Сен-Женез) — одна из коммун провинции Фламандский Брабант, входящей в Фламандский регион, Бельгия.
Bходит в состав двуязычного судебного и избирательного округа Брюссель-Халле-Вилворде. Официальным является только нидерландское название, самым употребительным — французское. Это крупнейший льготно-языковой регион для франкофонов из 6 подобных ему муниципалитетов в Брюссельской периферии. Регион имеет необычайную стратегическую важность, так как он соединяет преимущественно франкоязычный (де-юре двуязычный) Брюссель с франкоязычной Валлонией. Именно часть территории Синт-Генезиус-Роде ряд франкоязычных бельгийских политиков требовал выделить для создания коридора Брюссель-Валлония.

## География и население
Площадь района — 22,77км ². Население быстро увеличивается благодаря миграции из Брюсселя. На 1 января 2006 население составляло 17.927 чел, плотность населения 787 чел. на км ². На 1 января 2008 — 18.021 чел. Хотя после 1947 года, вопрос о языке в переписях населения был запрещён. По последней переписи франкофоны составляли 32 % населения муниципалитета. Однако частные опросы, анкетирования, а также результат подсчёта избирательных голосов населения, отданных за франко- или нидерландоязычные партию, позволяют сделать вывод о том, что современный муниципалитет имеет франкоязычное большинство как минимум в 68 %. По данным последних выборов 2006 года 68 % голосов было отдано за Союз франкофонов: 17 депутатов из 25 в местном совете. Мэром города стала Мириам Делакруа-Ролен (Myriam Delacroix-Rolin).